# Бањарија
Бањарија (итал. Bagnaria) је насеље у Италији у округу Павија, региону Ломбардија.
Према процени из 2011. у насељу је живело 247 становника. Насеље се налази на надморској висини од 328 м.

## Становништво
Према резултатима пописа становништва 2011. у општини је живело 675 становника.
| 1931. | 1936. | 1951. | 1961. | 1971. | 1981. | 1991. | 2001. | 2011. |
| ----- | ----- | ----- | ----- | ----- | ----- | ----- | ----- | ----- |
| 981   | 1.025 | 1.008 | 776   | 647   | 675   | 689   | 639   | 675   |